# Manasseh Maelanga

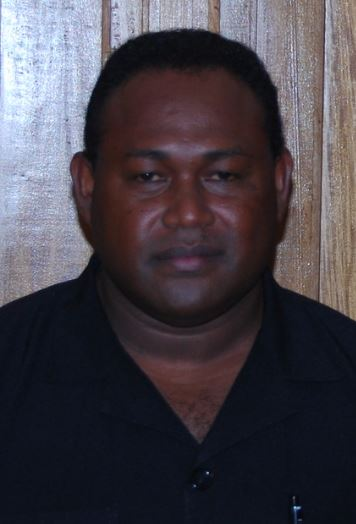
Manasseh Maelanga (2010)

Manasseh Maelanga (* 25. März 1970 in Taba’akwaru Village, Provinz Malaita) ist ein salomonischer Politiker der People Alliance Party, der unter anderem mehrmals stellvertretender Premierminister und Innenminister war.

## Leben
Manasseh Maelanga war nach dem Besuch der Sekundarschule als Leitender Polizeibeamter tätig. Er wurde bei einer Nachwahl (By-election) am 27. März 2008 erstmals zum Mitglied des Nationalparlaments gewählt und gehört diesem als Vertreter des Wahlkreises East Malaita seither an. Er wurde bei der Wahl vom 4. August 2010 und 19. November 2014 jeweils wiedergewählt. Im Kabinett von Premierministern Derek Sikua fungierte er zwischen 2009 und 2010 als Minister für Provinzregierungen und institutionelle Stärkung (Minister of provincial government and institutional strengthening). Bei den Parlamentswahlen am 4. August 2010 gewann die Democratic Party elf der 50 Sitze, kleinere Parteien zehn Sitze sowie Parteilose 28 Sitze. Daraufhin wählte das Nationalparlament am 25. August 2010 Danny Philip mit 26 Stimmen zum neuen Premierminister der Salomonen, während dessen Gegenkandidat Steve Abana 23 Stimmen erhielt. Am 27. August 2010 wurde Peter Shanel Agovaka als neuer Minister für Auswärtige Angelegenheiten und Außenhandel  sowie Manasseh Maelang als stellvertretender Premierminister (Deputy Prime Minister) und Innenminister (Minister of Home Affairs) vereidigt. Am 30. August 2010 wurden Gordon Darcy Lilo als Finanzminister und das übrige Kabinett vereidigt. Am 10. November 2011 wurde Finanzminister Gordon Darcy Lilo von Premierminister Philip entlassen. Am 11. November 2011 trat Premierminister Philip zurück, woraufhin Lilo am 16. November 2011 selbst zum Premierminister gewählt wurde. Bei der Wahl durch das Nationalparlament konnte sich Lilo mit 29 gegen 20 Stimmen für Milner Tozaka durchsetzen. Am 21. November 2011 berief Lilo Rick Houenipwela zum neuen Minister für Finanzen und Schatz. Am 22. November 2011 stellte Lilo sein weiteres Kabinett vor, in dem Peter Shanel Agovaka als Außenminister und Außenhandelsminister sowie Manasseh Maelanga als stellvertretender Premierminister und Innenminister bestätigt wurden. Diese Ämter bekleidete er bis zum 8. September 2014.
Während der zehnten Legislaturperiode war Maelanga zwischen dem 18. Dezember 2014 und dem 28. Oktober 2015 Führer der parteilosen Mitglieder des Nationalparlaments. Des Weiteren war er vom 22. Dezember 2014 bis zum 27. Oktober 2015 zeitgleich Mitglied des Ausschusses für Polizei, Nationale Sicherheit und Strafvollzugsdienst (Police, National Security and Correctional Services Committee), des Hauptausschusses (Parliamentary House Committee) sowie des Ausschusses für Auswärtige Beziehungen (Foreign Relations Committee). Am 21. Oktober 2015 trat Innenminister Douglas Ete, der Minister für Nationale Sicherheit Commins Mewa sowie fünf weitere Minister zurück. Daraufhin wurde Maelanga am 26. Oktober 2015 abermals stellvertretender Premierminister und Innenminister im dritten Kabinett von Premierminister Manasseh Sogavare und zusammen mit dem neuen Minister für Nationale Sicherheit Stanley Sofu am 28. Oktober 2015 vereidigt. Im Zuge einer Umbildung des dritten Kabinetts Sogavare wurde John Maneniaru am 13. Oktober 2017 neuer Finanzminister. Am 28. Oktober 2017 traten Maelanga als stellvertretender Premierminister und Innenminister, der Minister für nationale Sicherheit Moses Garu sowie mehrere weitere Minister zurück.
Seit seinem Ausscheiden aus der Regierung ist Manasseh Maelanga seit dem 6. Dezember 2017 zugleich Mitglied des Hauptausschusses, Mitglied des Ausschusses für Gesetzentwürfe und Gesetzgebung (Bills and Legislation Committee) sowie zugleich Mitglied des Rechnungsprüfungsausschusses (Public Accounts Committee). In der neuen Regierung Sogavare ab April 2019 war er wiederum stellvertretender Premier.